# Theodor Kotzur

Theodor Kotzur

Theodor Kotzur (* 20. Januar 1883 in Cottbus; † 1953 in Berlin) war ein deutscher Gewerkschafter und sozialistischer Politiker.

## Leben
Kotzur absolvierte von 1897 bis 1900 eine Lehre zum Tuchmacher bzw. Textilwerkmeister. Anschließend arbeitete er bis 1909 in diesem Beruf. Im Jahr 1900 trat er nach dem Abschluss seiner Lehre dem Textilarbeiterverband bei, der zu den freien Gewerkschaften gehörte. 1903 organisierte er sich in der SPD. Zwischen 1909 und 1917 war Kotzur hauptamtlicher Geschäftsführer des Textilarbeiterverbandes in Neumünster. In den Jahren 1909 bis 1916 war er dort auch Vorsitzender der lokalen SPD. Zwischen 1916 und 1917 war Kotzur bei der preußisch-hessischen Staatseisenbahn beschäftigt.
Kotzur gehörte 1917 zu den Mitbegründern des Deutschen Eisenbahnerverbandes. Zunächst war er ab 1919 Mitglied und kurze Zeit später auch Dritter Vorsitzender des Hauptvorstandes der Gewerkschaft. In seinen Aufgabenbereich fiel die Betreuung der Beamten bei der Eisenbahn. Ab 1922 war Kotzur für kurze Zeit Vorsitzender der Beamtenzentrale des Allgemeinen Deutschen Gewerkschaftsbundes (ADGB). Von 1922 bis 1933 war er Mitglied des Hauptvorstandes Allgemeinen Deutschen Beamtenbundes (ADB), dessen stellvertretenden Vorsitz er ab 1925 übernahm. Außerdem übernahm Kotzur von 1917 bis 1919 die Funktion eines verantwortlichen Redakteurs der Gewerkschaftszeitung Weckruf/Deutscher Eisenbahner. Auch danach blieb er für die freigewerkschaftliche Presse journalistisch tätig.
Zudem gehörte Kotzur zeitweise dem erweiterten SPD-Bezirksvorstand von Berlin und dem Beamtenbeirat der Partei an. Außerdem war er Mitglied der Weimarer Nationalversammlung 1919 und nach den Neuwahlen jeweils 1920 und 1921 des Deutschen Reichstages. Danach war er zeitweise Mitglied des Reichswirtschaftsrates.
Zu Beginn der Zeit des Nationalsozialismus verlor Kotzur seine politischen und gewerkschaftlichen Ämter. Er war an der Rettung eines Teils des Vermögens des ADGB vor dem Zugriff durch das NS-Regime durch die Übertragung auf die „Beamtenhilfe“ Verlags-GmbH beteiligt. Kotzur beteiligte sich aktiv am Widerstandskampf gegen das NS-Regime, er entging jedoch weitgehend härteren Repressalien durch das NS-Regime.
Nach der Befreiung vom Nationalsozialismus trat Kotzur zunächst erneut der SPD bei und trug 1946 die Zwangsvereinigung mit der KPD zur SED mit. Seit 1945 war er Vorstandsmitglied des Verbandes für Eisenbahn, Post und Fernmeldewesen von Groß-Berlin, der nach Kriegsende aufgebaut wurde. Seit 1946 gehörte er dem Vorstand des FDGB von Groß-Berlin an. Zwischen Juni 1946 und Februar 1949 war er Vorsitzender im Zentralvorstand der IG Eisenbahn im Bundesvorstand des FDGB. Aufgrund von Konflikten mit der SED wurde er zum Rücktritt von dieser gewerkschaftlichen Funktion gezwungen. Zuvor war Kotzur 1948/49 als Abgeordneter des FDGB Mitglied des Deutschen Volksrates. Dort gehörte er dem Verfassungsausschuss an.